# گراسمونت (اکلاهما)
گراسمونت(به انگلیسی: Gracemont) شهری در ایالت اکلاهما کشور ایالات متحده آمریکا است که جمعیت آن در سرشماری سال ۲۰۱۰ میلادی، ۳۱۸ نفر بوده‌است.